# Big Sandy (Teksas)
Big Sandy – miasto w Stanach Zjednoczonych, w stanie Teksas, w hrabstwie Upshur.